# Courcoury
Courcoury is een gemeente in het Franse departement Charente-Maritime (regio Nouvelle-Aquitaine) en telt 646 inwoners (2004). De plaats maakt deel uit van het arrondissement Saintes.

## Geografie
De oppervlakte van Courcoury bedraagt 12,7 km², de bevolkingsdichtheid is 50,9 inwoners per km².
De onderstaande kaart toont de ligging van Courcoury met de belangrijkste infrastructuur en aangrenzende gemeenten.

## Demografie
Onderstaande figuur toont het verloop van het inwonertal (bron: INSEE-tellingen).